# Ахремовецкий сельсовет
Ахремовецкий сельсовет — административная единица на территории Браславского района Витебской области Белоруссии. Административный центр — агрогородок Ахремовцы.

## Состав
Ахремовецкий сельсовет включает 39 населённых пунктов:
- Ахремовцы — агрогородок
- Ахремовщина — хутор
- Гаврилово — хутор
- Гайлеши — деревня
- Гирдюши — деревня
- Гурка — деревня
- Дегтяри — деревня
- Довьяты Большие — деревня
- Довьяты Малые — деревня
- Жвирбли — деревня
- Заболотье — деревня
- Заборье — деревня
- Закорье — деревня
- Замошье — деревня
- Зимирка — деревня
- Зимники — деревня
- Каменка — деревня
- Кумша — деревня
- Лабутевцы — деревня
- Мазурино — деревня
- Мартиновцы — деревня
- Матеши — деревня
- Мелевцы — деревня
- Милаши — деревня
- Морозовщина — деревня
- Озеравцы — деревня
- Околица — деревня
- Ольгердово — деревня
- Переволока — хутор
- Петкунишки — деревня
- Полесье — хутор
- Прудинка — хутор
- Розета — деревня
- Рудава — деревня
- Рукши — деревня
- Самовольцы — деревня
- Сквартишки — деревня
- Укольск — деревня
- Шакуры — деревня

Упразднённые населённые пункты на территории сельсовета:
- Кисловщина — деревня
- Пьевцы — деревня
- Шараманка — деревня